# Улица Айвазовского (Феодосия)
Улица Айвазовского — короткая, менее 200 м, улица в исторической части Феодосии. Проходит под горой Митридат между Митридатской и Морской улицами, сквозное сообщение по улице утрачено.

## История
Находится в границах древней генуэзской крепости. Исстари была местом компактного проживания феодосийских армян — Армянской слободы Феодосии.
Улица названа в честь великого русского художника-мариниста, уроженца Феодосии, Ивана Айвазовского (1817—1900). Дом, где родился будущий художник, не сохранился, а находился в непосредственной близости от улицы его имени, современный адрес улица Морская, д. 16 (мемориальная табличка установлена на д. 9). Похоронен он тоже рядом, на территории у церкви Сурб-Саркис.
Историческая застройка погибла во время Русско-турецкой войны 1768—1774 годов. Район улицы был разрушен в годы Великой Отечественной войны

## Достопримечательности

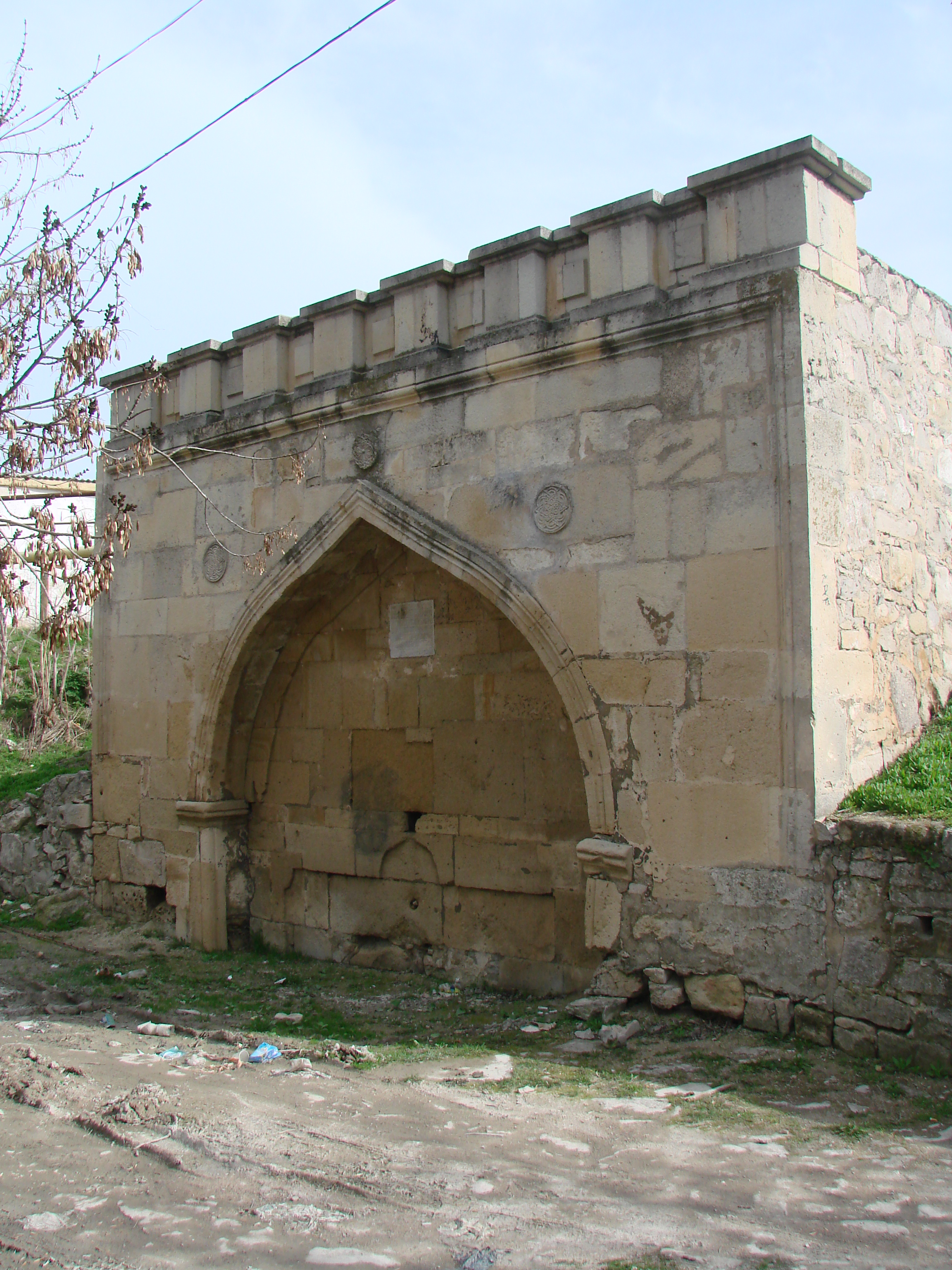

Армянский фонтан, памятник архитектуры XV- XVI веков  Объект культурного наследия народов РФ регионального значения. Рег. № 921711029490005 (ЕГРОКН)